# Sudiivka
Sudiivka (în ucraineană Судіївка) este localitatea de reședință a comunei Sudiivka din raionul Poltava, regiunea Poltava, Ucraina.

## Demografie
Componența lingvistică a localității Sudiivka
     Ucraineană (96,61%)
     Rusă (3,06%)
     Alte limbi (0,08%)
Conform recensământului din 2001, majoritatea populației localității Sudiivka era vorbitoare de ucraineană (96,61%), existând în minoritate și vorbitori de rusă (3,06%).